# Avenida Nevski

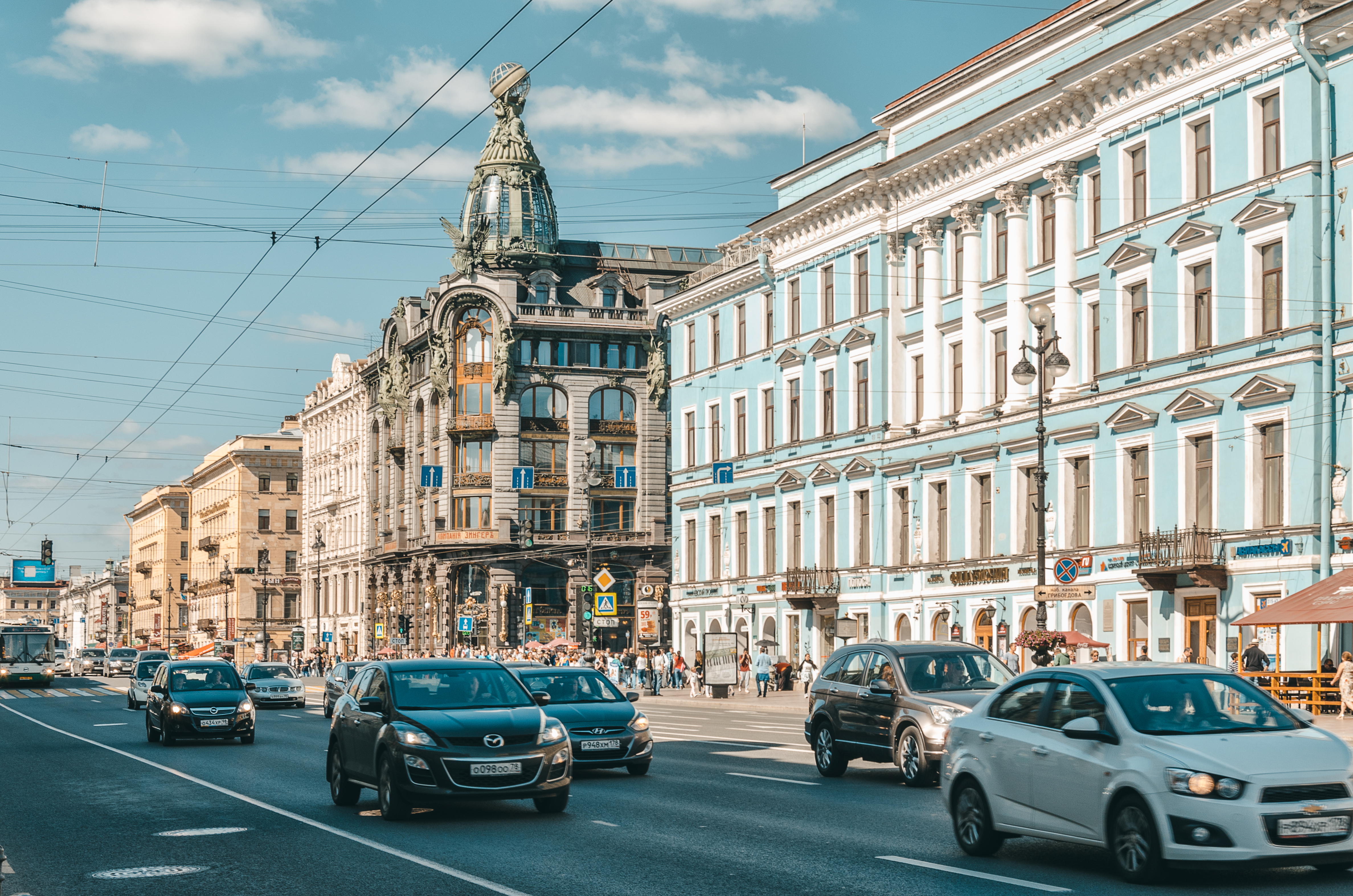
La famosa avenida Nevski, en pleno centro de San Petersburgo.

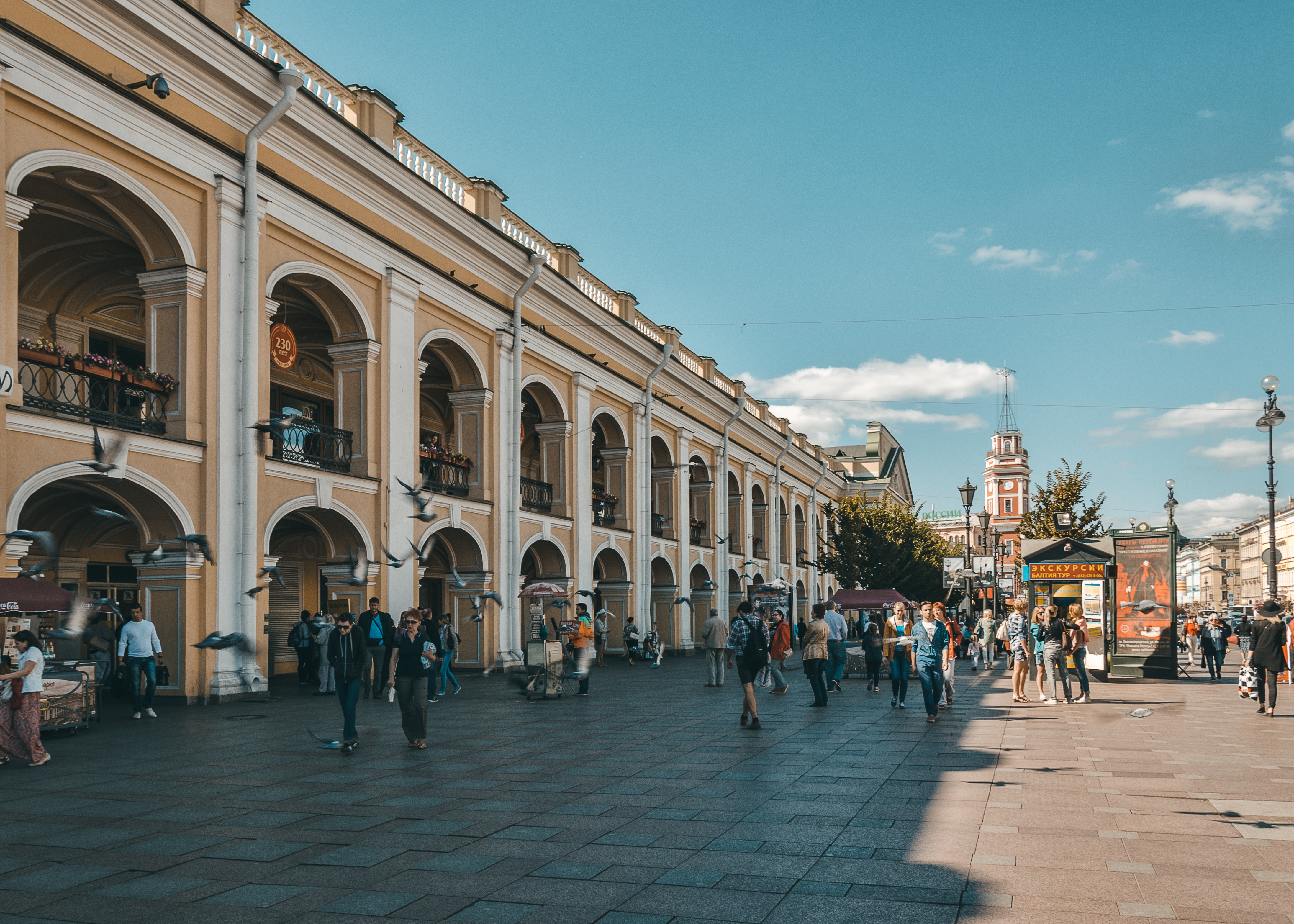
Otra vista de la avenida Nevski.

La avenida Nevski (en ruso, Невский проспект, Nevski prospekt) es una de las principales avenida de San Petersburgo (Rusia), aunque no la más larga, y una de las calles con mayor historia en el mundo.

## Historia

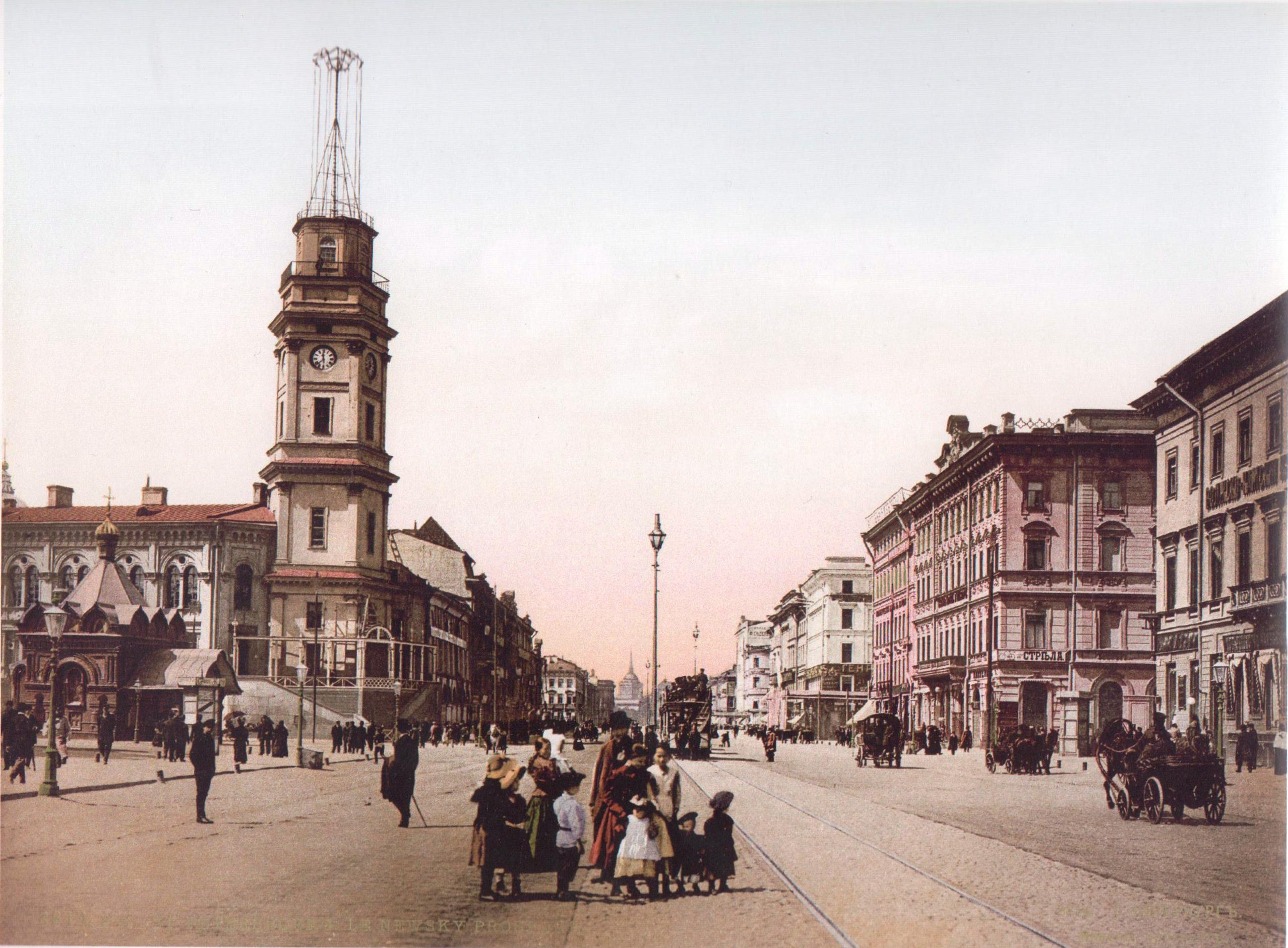
Antigua postal de la avenida.

Con poco más de cuatro kilómetros de largo, la avenida Nevski fue terminada en 1717. La vía estaba planificada en el esquema urbano de San Petersburgo, a iniciativa del zar Pedro el Grande como nexo para la ruta que unía la urbe con el camino hacia Nóvgorod y Moscú. por lo cual desde un inicio estuvo llena de importantes edificios.
Conforme San Petersburgo fue creciendo a lo largo del siglo XVIII como la nueva capital rusa, la Avenida Nevski empezó a mostrar un sinfín de contrastes entre pobres edificios de apartamentos junto a numerosos puentes y palacios que la cruzan y enmarcan. Así, conforme el crecimiento económico de Rusia lo permitía, a lo largo del siglo XIX florecieron en la Avenida Nevski muchísimos edificios gubernamentales, comercios de todo tamaño y especie, bancos, cafés, restaurantes, museos, y librerías, en una continua sucesión que hacía de la Avenida el verdadero eje cultural y financiero de la ciudad, compartiendo junto a París uno de los primeros conceptos urbanos del mundo que unían el bulevar con el centro comercial. Hacia 1900 la avenida Nevski se había tornado en la vía más transitada y activa de San Petersburgo.  
El ensayista estadounidense Marshall Berman, en su libro Todo lo sólido se desvanece en el aire incluyó un capítulo sobre la ciudad de San Petersburgo, señalando allí que la avenida Nevski era -en la práctica- el único espacio público de la ciudad que no estaba dominado completamente por el poder, primero zarista y luego comunista, debido a la continua interacción de gente de diversos orígenes y entornos formando un microcosmos de la sociedad rusa, permitiendo la experiencia de contrastar y reflexionar sobre la situación de Rusia. Entonces, la avenida Nevski era una especie de zona liberada, donde podían desenvolverse con pocos obstáculos reales las fuerzas sociales y psíquicas. Allí convivían todas las clases existentes: la nobleza, los burgueses nativos o extranjeros, artesanos pobres, intelectuales, la naciente clase obrera, y los marginados de todo tipo, desde borrachos hasta prostitutas. Este espacio tan comprehensivo era merecedor de una representación artística. Los personajes, los temas y los motivos que de ella podían surgir eran múltiples y representarla se tornó común entre los artistas de la época, como podemos ver en las obras de Gógol, Dostoievski, Gorki o Tolstói.
A pesar de la fama "subversiva" de la avenida Nevski en la época zarista, el régimen bolchevique relativizó la importancia de esta avenida en sus memorias oficiales, en la que vio en su simbolismo un peligroso referente de libertad. En 1918, después de la Revolución de Octubre recibió el nombre de "Avenida Proletkult" en homenaje el órgano cultural patrocinado por el nuevo gobierno, nombre que mantuvo hasta 1920 cuando fue rebautizada como '"Avenida 25 de Octubre". En enero de 1944, acabado el sitio de Leningrado, la vía recuperó su nombre original, que una gran masa de nativos de la ciudad seguían utilizando informalmente.

## Trazado
Empieza en la plaza de los Decembristas, entre el Almirantazgo y el Hermitage, de ahí sigue en línea recta en dirección este, hasta llegar a la Plaza Vosstaniya donde su rumbo toma dirección sureste, acabando en el Monasterio de Alejandro Nevski antes de llegar al río Nevá.

## Transporte

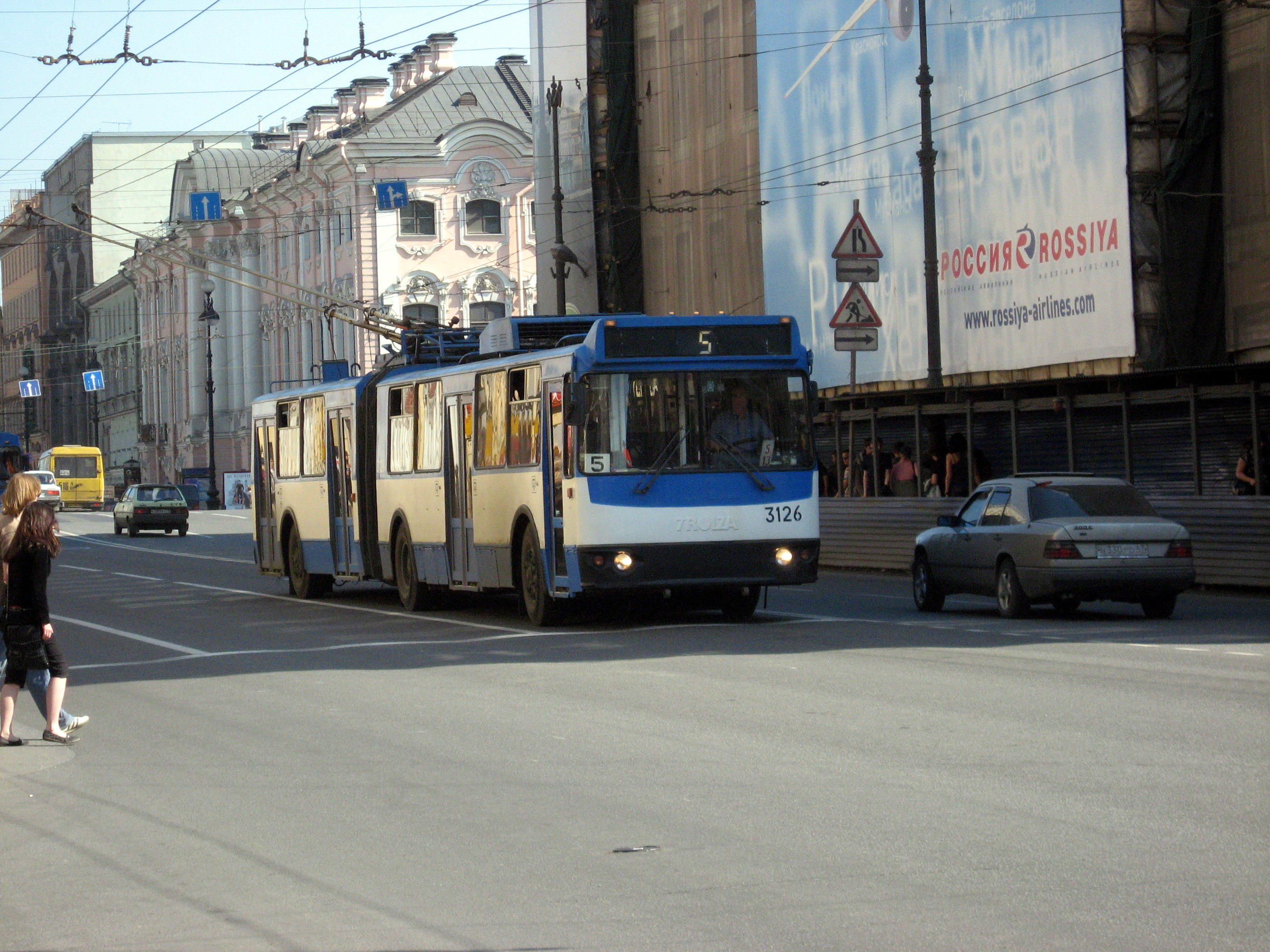
Autobús en la avenida Nevski.

Muchos medios de transporte atraviesan la avenida. El más importante es el Metro de San Petersburgo, que cuenta con seis paradas repartidas entre 4 líneas. Las paradas, entre ellas, son muy largas y son:
- Línea 1 (), la parada es Plóshchad Vosstániya y tiene transbordo con la línea 3 (parada de Mayakóvskaya).
- Línea 2 (), la parada es Nevski Prospekt y tiene transbordo con la línea 3 (parada de Gostiny Dvor).
- Línea 3 (), las paradas son Gostiny Dvor (transbordo con la línea 2, parada de Nevski Prospekt), Mayakóvskaya (transbordo con la línea 1, parada de Plóshchad Vosstániya) y Plóshchad Aleksandra Névskogo (transbordo con la línea 4, parada de Plóshchad Aleksandra Névskogo).
- Línea 4 (), la parada es Plóshchad Aleksandra Névskogo y tiene transbordo con la línea 3 (parada de Plóshchad Aleksandra Névskogo).

También hay trolebuses, autobuses y taxis por la avenida.

## Cultura
Grandes responsables de la fama de la Avenida Nevski fueron obras de la literatura rusa, gracias a autores como Nikolái Gógol: en su relato corto La avenida Nevski la calle misma se presenta como un personaje: sufre transformaciones, tiene la capacidad de atraer sujetos, es motivación del relato; Gógol también retrató la avenida en su relato satírico La nariz. 
El novelista Dostoievski presentó la calle como uno de los escenarios de su relato El doble y luego la mostró como un microcosmos social en Crimen y castigo, años después Máximo Gorki también expresó su apreciación por esta avenida en sus obras. León Tolstói, en su novela Ana Karénina hace también referencia a esta avenida.
El compositor e intérprete italiano Franco Battiato cuenta con una canción en su repertorio titulada «Prospettiva Nevski».

## Galería

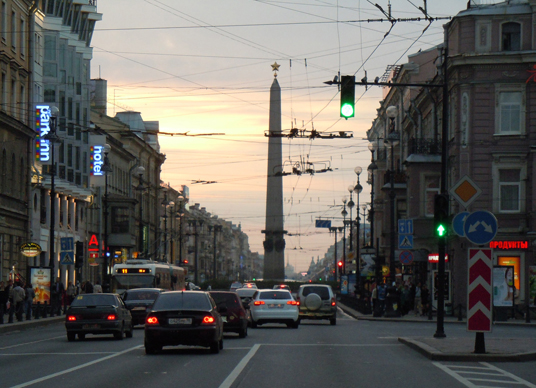
Obelisco «A la ciudad heroica de Leningrado»
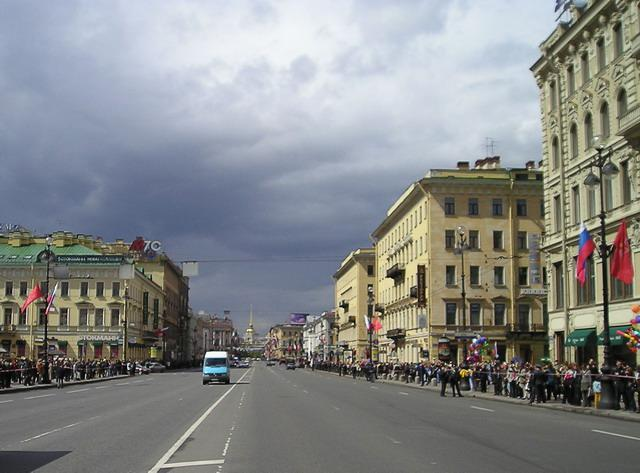
Vista de la avenida
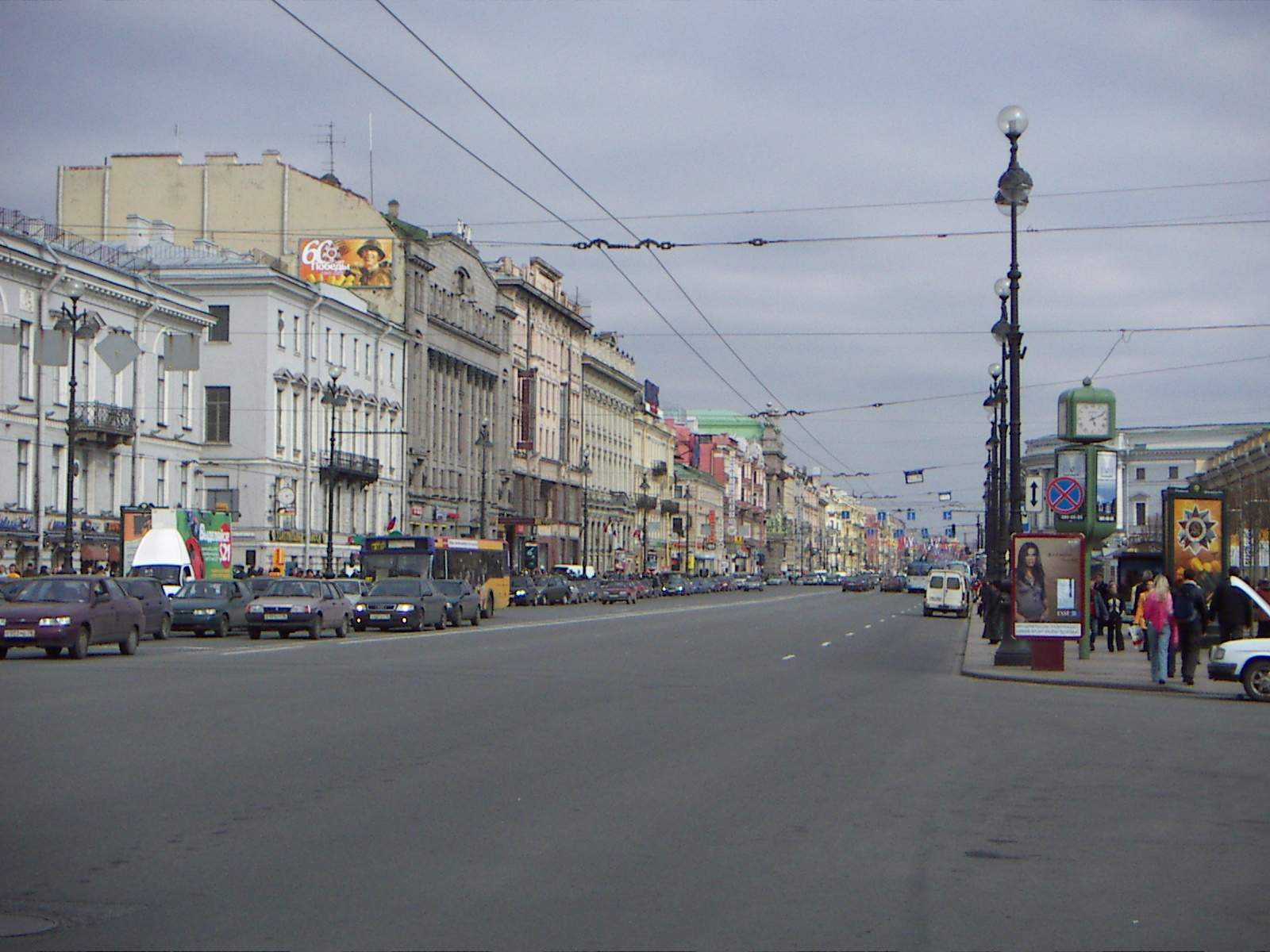
Vista de la avenida
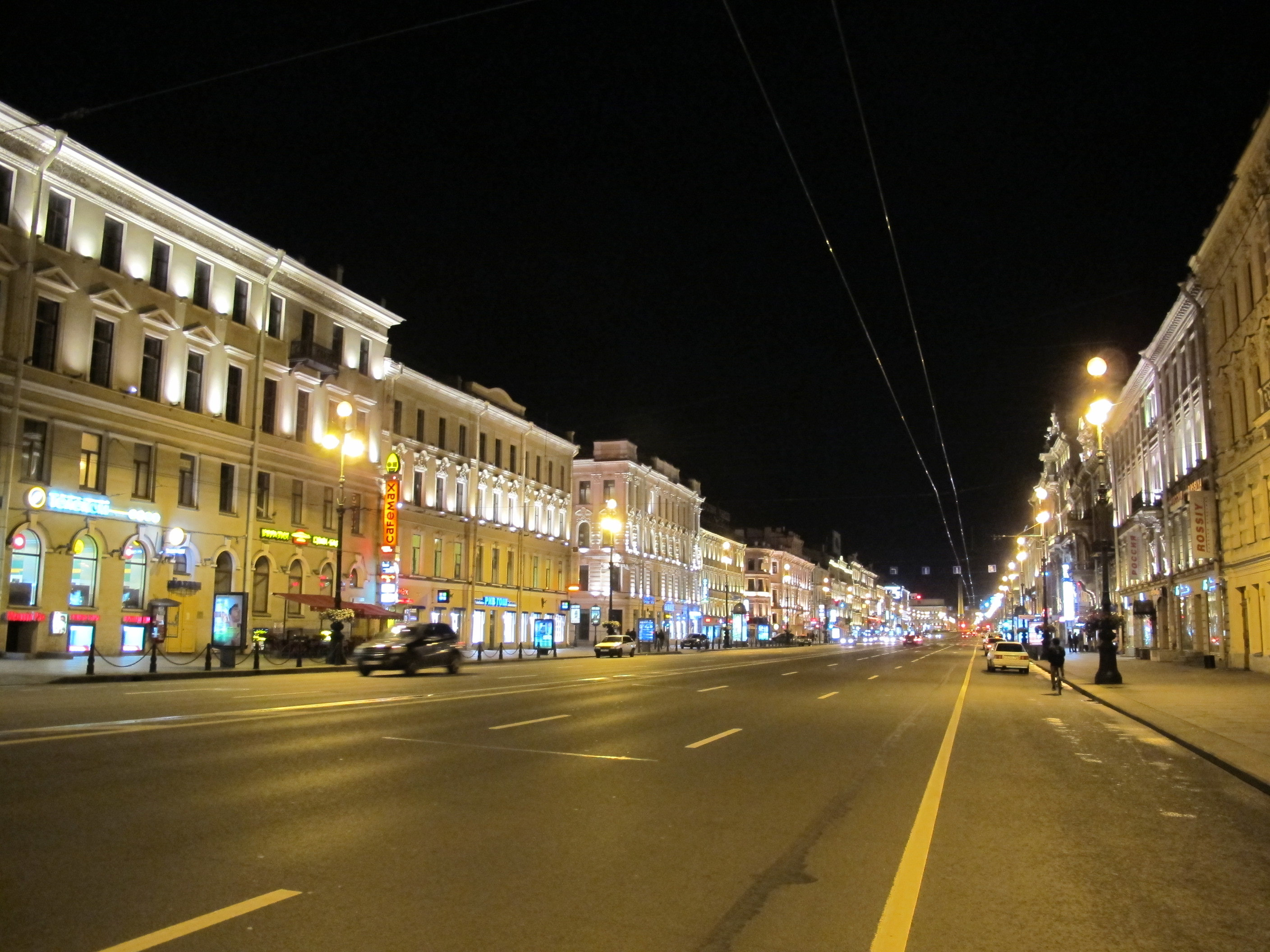
Vista nocturna de la avenida
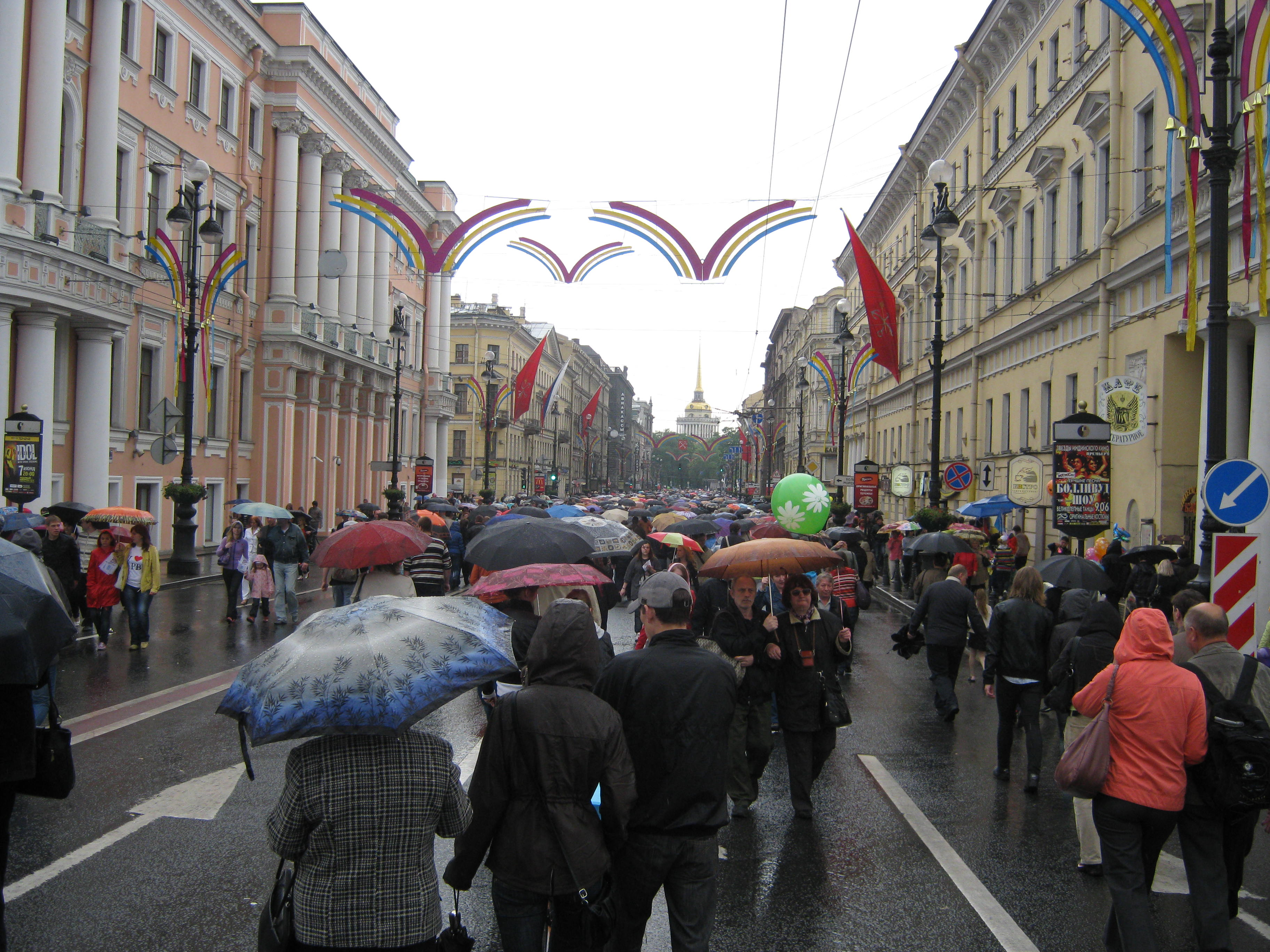
Día de San Petersburgo
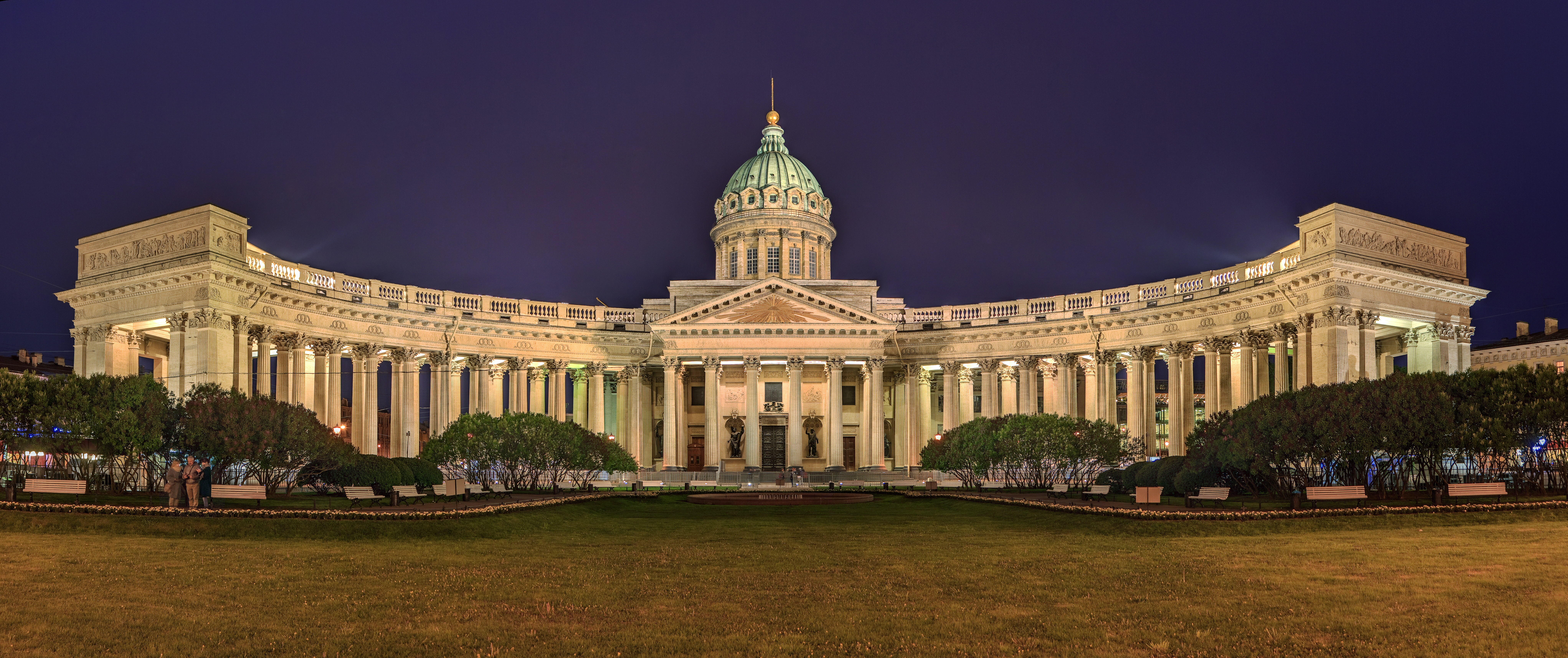
Catedral de Kazán
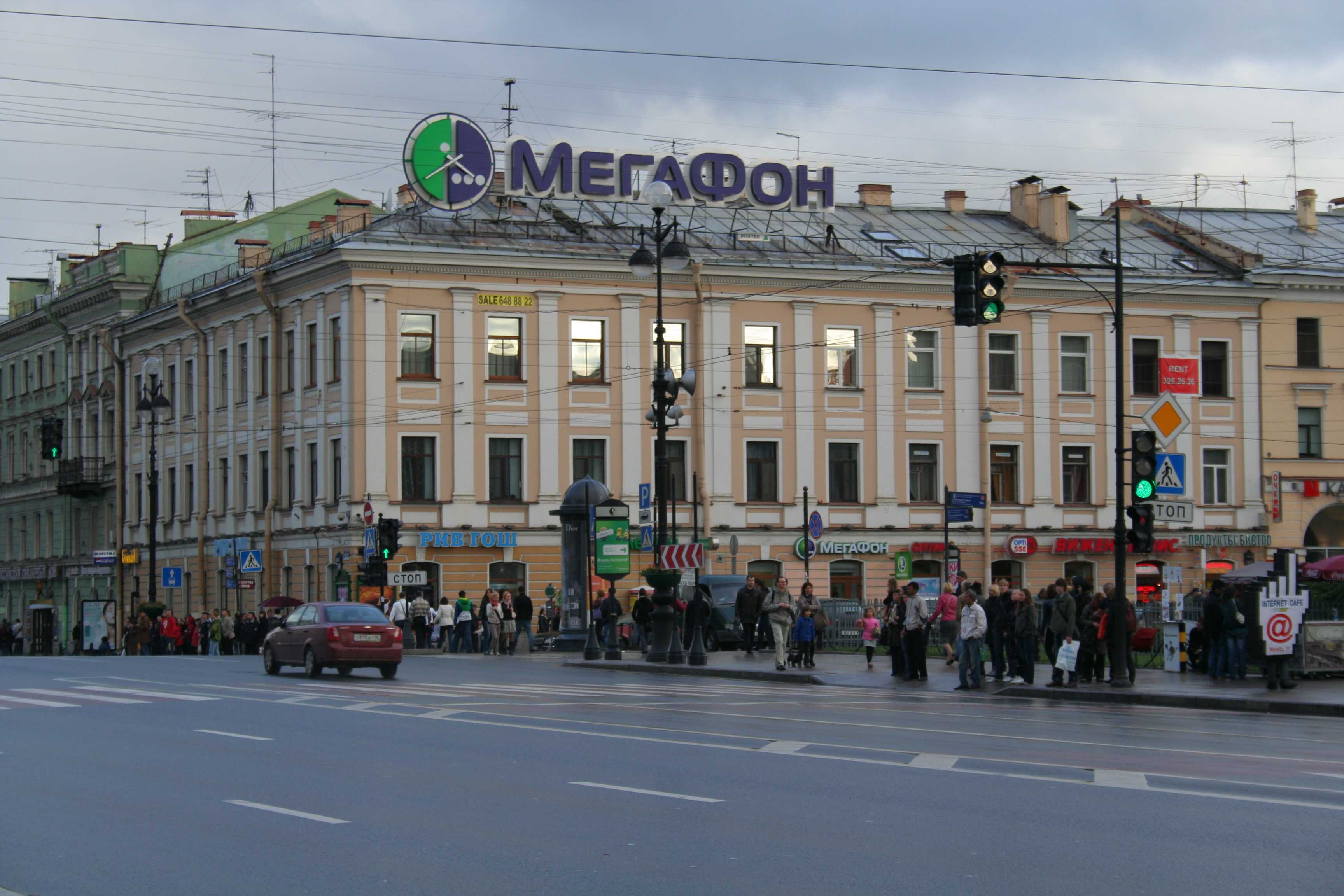
Casa Miliutin
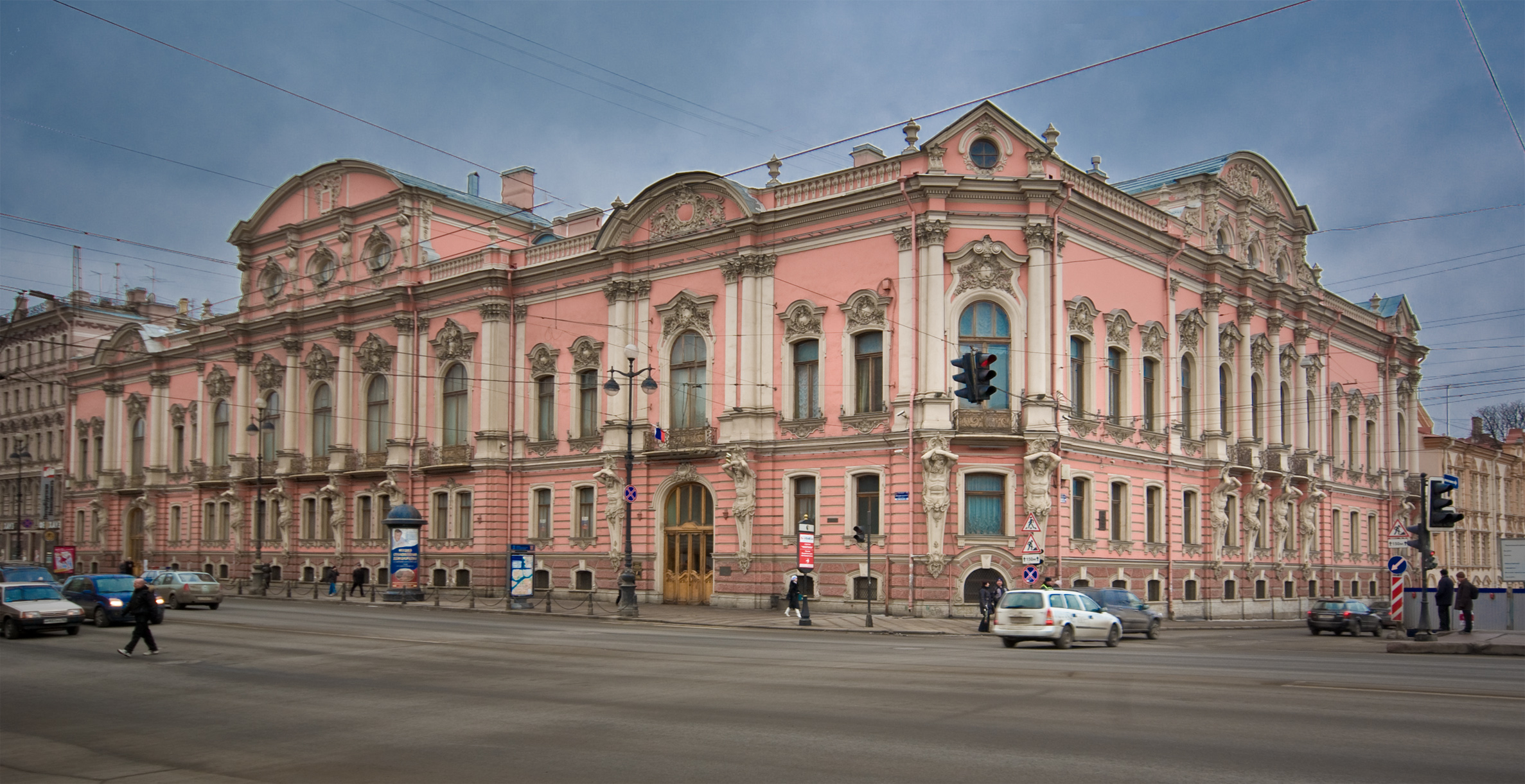
Palacio Beloselski-Belozerski
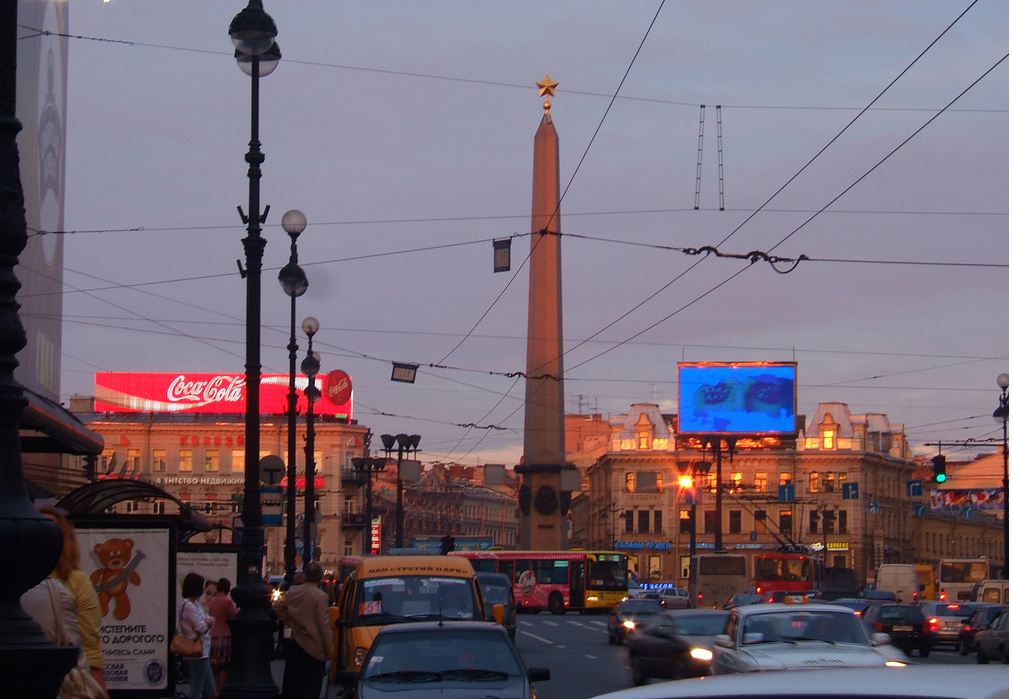
Obelisco en honor a la Gran Guerra Patria
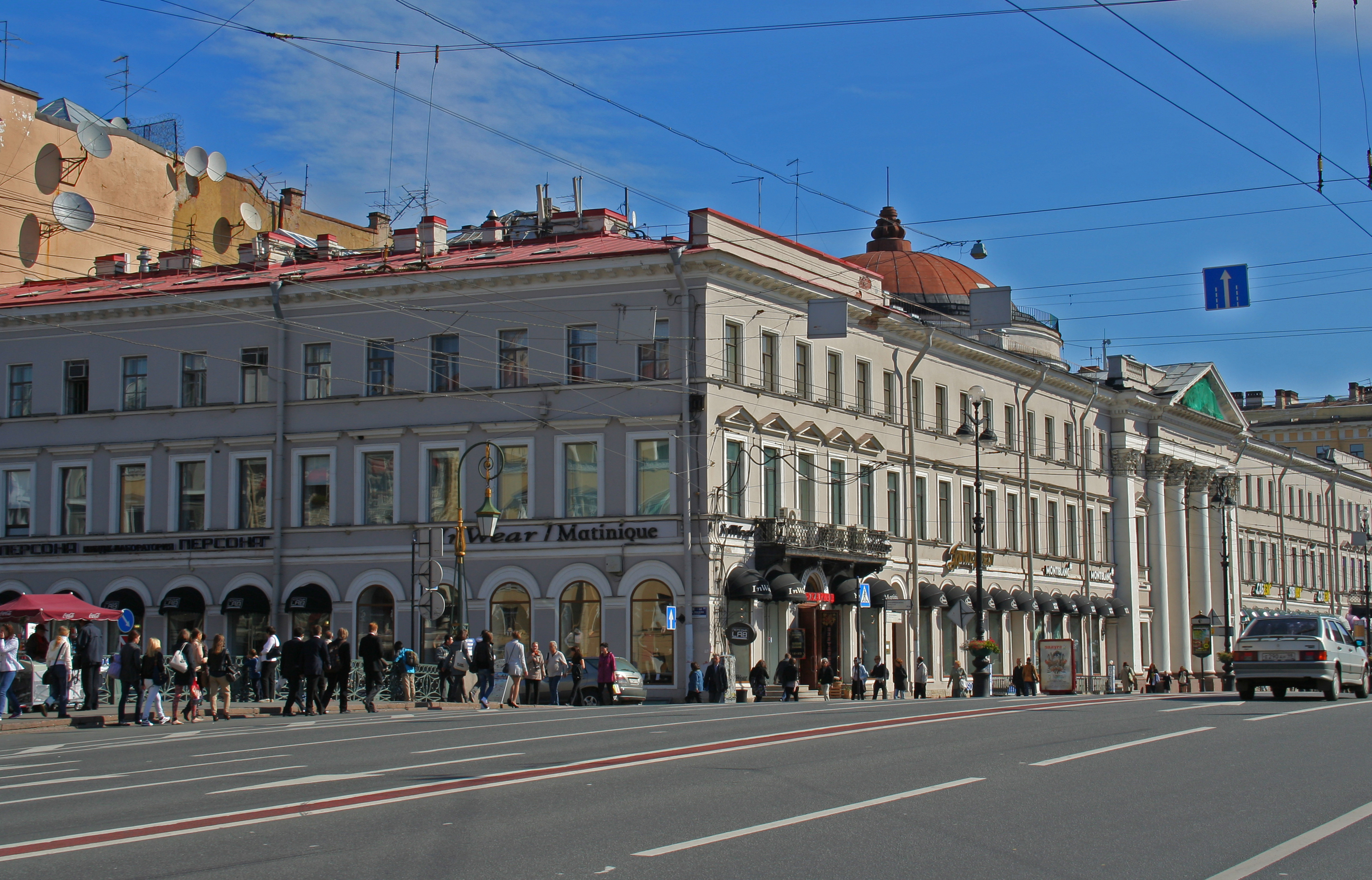
Casa de la Iglesia reformada neerlandesa